# Вила-Кан
Вила-Кан (порт. Vila Cã) — населённый пункт и район в Португалии, входит в округ Лейрия. Является составной частью муниципалитета Помбал. По старому административному делению входил в провинцию Бейра-Литорал. Входит в экономико-статистический субрегион Пиньял-Литорал, который входит в Центральный регион. Население составляет 1725 человек на 2001 год. Занимает площадь 30,35 км².
Покровителем района считается Апостол Варфоломей (порт. S. Bartolomeu).